# Thottea beccarii
Thottea beccarii är en piprankeväxtart som beskrevs av Ding Hou. Thottea beccarii ingår i släktet Thottea och familjen piprankeväxter. Inga underarter finns listade i Catalogue of Life.